# 殺しのナイフ
『殺しのナイフ』（原題：Sorority House Massacre）は、Carol Frankが脚本・監督を務めた1986年のアメリカのスラッシャー映画。本作は、殺人鬼に襲われるというデジャヴに悩まされるソロリティ（女子学生社交クラブ）の新入生を主人公に、メモリアルデーの週末に実際に現れた殺人鬼によってソロリティハウス（女子学生寮）で繰り広げられる惨劇を描く。米国において本作は、『Slumber Party Massacre』三部作と同じ部類に入るため、「Massacre Collection」の一部として販売もされた。
本作は、『ハロウィン』（1978年）に「似すぎている」と批判され、概ね否定的な評価を受けた。
その後、『Sorority House Massacre II』、『ダイハード・ビクセン 地獄の巨乳戦士（Sorority House Massacre III: Hard to Die）』（ともに1990年）といった2本の続編が製作された。

## あらすじ
ベス（アンジェラ・オニール）が幼い頃、兄のボビー（ジョン・C・ラッセル）が家族を皆殺しにし、自分も殺されそうになる。捕まったボビーは精神病院に収容され、彼女は新しい家族のもとで成長する。十数年後、ベスは大学に進学し、ソロリティ（女子学生社交クラブ）に入る。成長とともに当時の記憶を失っていた彼女は、ソロリティハウス（女子学生寮）が自分の幼い頃の家であることに気付くことはなかったが、やがて記憶が戻り始める。一方、彼女の存在を察知したボビーは、やり残した仕事を片付けるために病院から脱走する。彼は金物屋で狩猟用ナイフを盗み、年老いた店主を殺害する。
ベスがソロリティに慣れた頃、多くの女子学生が週末に出掛けてしまい、ソロリティハウスにはベスとリンダ（ウェンディ・マーテル）、サラ（パメラ・ロス）、トレイシー（ニコール・リオ）だけが残される。彼女たちが学生寮を独り占めして楽しんでいると、クレイグ（ジョー・ナッシ）、アンディ（マーカス・ヴォーター）、ジョン（ヴィニー・ビランチオ）がやって来る。ジョンはこの学生寮にまつわる（ベスの）一家が惨殺された話をし、彼女を怖がらせる。ベッドに入った彼女は、兄の悪夢を見て、さらに恐怖を募らせてしまう。彼女は兄が暖炉にナイフを隠していたことを思い出し、皆で調べることにすると実際にナイフを発見する。夜も遅いことに気付いたアンディは慌ててその場を離れるが、ボビーに襲われ、刺されて死んでしまう。リンダが、ベスに催眠術をかけると、彼女はボビーが自分を殺そうとしていたことを思い出す。その後、トレイシーとクレイグは事前に設置していた屋外のティピーに向かい、リンダとサラはベッドに入っていった。ボビーがナイフでティピーを切り裂き、トレイシーとクレイグを殺そうとする。逃げようとする2人であったが、トレイシーは刺し殺されてしまう。クレイグは学生寮に逃げ込み、リンダとサラに危険を知らせるが、警察に電話しようとするも回線が切断されていることが判明する。二人はベスとジョンに知らせようとするが、二人とも眠ってしまっていた。ボビーが二人に近づくと、ベスは目を覚まし、二階へと逃げることが出来たが、ジョンは殺害されてしまう。
皆で部屋に立てこもる中、クレイグは窓から非常用の梯子を下りて脱出する。クレイグが次に下りるリンダのために梯子を掴んで固定していると、ボビーが現れ、クレイグを刺し殺し、梯子を上って来る。リンダはなんとか窓から戻り、他のメンバーはハシゴを外して、ボビーを落下させる。彼が死んだと思い、女の子たちは学生寮から逃げ出そうとするが、彼がまだ生きていることを知り、部屋にバリケードを作って再び立てこもる。しかし、ボビーは窓から入ってきたため、彼女たちは慌てて外へと逃げ出す。そこで再びボビーに出くわし、今度はサラが殺されてしまう。一方、病院側では脱走したボビーを捜索していた。彼らはボビーが昔の家に行っていることに気付き、警察を向かわせる。
ベスとリンダは地下室に逃げ込み、そこでベスはようやく幼い頃の自分に何が起こったのかに気づく。ボビーが再び彼女たちに襲いかかると、彼女たちは2階へと逃げ込む。ボビーによって追い詰められたベスであったが、リンダがシャベルでなんとかボビーを殴り倒す。彼が死んだと思った二人は家を出ようとするが、ボビーがリンダを刺してベスを襲う。立ち向かう中でベスはボビーの首を刺し、彼を殺す。警察が到着し、ベスは病院に運ばれるが、そこで兄の悪夢を見続けることになる。

## キャスト
- ローラ・'ベス'・ヘンケル - Angela O'Neill
- リンダ - Wendy Martel
- サラ - Pamela Ross
- トレイシー - Nicole Rio
- ボビー・ヘンケル - John C. Russell
- アンディ - Marcus Vaughter
- ジョン - Vinnie Bilancio
- クレイグ - Joe Nassi
- Mrs. Lawrence - Mary Anne
- Dr. Lindsey - Gillian Frank
- Technician - Joseph Mansier
- Larry Bronkowski - アクセル・ロバーツ
- Detective Gilbert - Fitzhough Huston

## 公開
1986年10月、コンコルド・ピクチャーズにより、米国で限定上映された。翌年にはワーナー・ホーム・ビデオからVHSで発売された。
2000年に単体で、さらに2003年には続編の『Sorority House Massacre II』と2本立てで、New Concorde Home Entertainmentからアメリカで2度DVD化されている。2014年11月4日、スコーピオン・リリーシング社から1,200枚限定でリマスタリングしたブルーレイで発売された。